# Every Man in His Humour

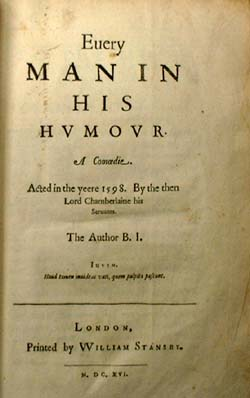
Titelseite des 1616 erschienenen Drucks

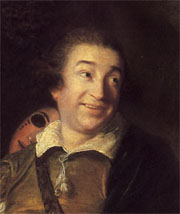
Porträt von David Garrick als Kitely; von Joshua Reynolds

Every Man in His Humour ist eine Komödie aus dem Jahr 1598, verfasst von dem Dramatiker Ben Jonson. Das Stück gehört zu den sogenannten „Humour Comedies“, die auch eine englische Entwicklung sind. Die heute übliche Bedeutung des Wortes Humor, das in seiner Endbetonung an das frz. humeur angeglichen ist, stammt von dem englischen Humour. Dieser Begriff umfasste im 17./18. Jahrhundert eine besondere Stilgattung, die komische Situationen, in die die Figuren oft selbstverschuldet und mit ihren besonderen Eigenarten geraten, in verspielter Heiterkeit darstellen wollte. Wobei viele Stücke, so eben auch „Every Man …“, schon im 16. Jahrhundert entstanden.

## Aufführungen und Publikationen
Es gibt sehr viele Hinweise darauf, dass die Theaterkompanie Lord Chamberlain’s Men das Stück 1598 am Curtain Theatre uraufführte. Das Datum und die Mitwirkenden erfahren wir aus dem Nachdruck des Stücks in Jonsons 1616 erschienen Folio-Ausgabe seiner Arbeiten. Das Stück wurde am 2. Februar 1605 auch am königlichen Hof aufgeführt.
Eine Legende, die erstmals 1709 von dem Dichter Nicholas Rowe niedergeschrieben wurde, besagt, dass die Truppe das Stück zunächst ablehnen wollte, Shakespeare sich jedoch für eine Produktion aussprach. Obwohl der Wahrheitsgehalt dieser Legende nicht überprüfbar ist, gilt es aufgrund der im Folio veröffentlichten Wiedergabeliste als nahezu sicher, dass Shakespeare die Rolle von Kno'well, dem alten Vater, spielte. Dies steht im Einklang mit Shakespeares Gewohnheit bevorzugt ältere Charaktere zu spielen, wie etwa auch den Adam in Wie es euch gefällt.
Das Stück wurde am 4. August 1600 in das Stationers’ Register der Worshipful Company of Stationers and Newspaper Makers eingetragen. Am gleichen Tag wurden ebenso die Shakespeare-Stücke Wie es euch gefällt Viel Lärm um nichts und Henry V. eingetragen; mit dem jeweiligen Vermerk „to be stayed“ („bleibt ausgesetzt“) gekennzeichnet. Es wird angenommen, dass dieser Vermerk ein Versuch war, die Veröffentlichung dieser vier Stücke zu blockieren, da es Unstimmigkeiten zur Urheberschaft von Henry V. gab; wenn dem so war, dann muss es bald geklärt worden sein, da die Werke von Shakespeare kurz darauf in einem Druck erschienen und Every Man In His Humour zehn Tage später, am 14. August 1600, von den Buchhändlern Cuthbert Burby und Walter Burre noch einmal im Stationers’ Register eingetragen wurden; das erste Buch (Quarto) wurde dann 1601 veröffentlicht, zusammen mit Burres Name auf der Titelseite. In jener Ausgabe spielte die Handlung noch in Florenz. Die nächste Publikation sollte in Jonsons Folio (1616) erfolgen; hier war dann London der Ort des Geschehens.
Eine derartig rasche Veröffentlichung lässt auch Rückschlüsse auf die Popularität des Stücks zu; Obwohl es nur wenige Aufzeichnungen über Aufführungen gibt, blieb es vermutlich im Repertoire der Kings Men’s, bis die Theater 1642 geschlossen wurden.
Der Biograf Gerard Langbaine (1656–1692) berichtete, dass das Stück von den unmittelbaren Nachfolgern der Lord Chamberlain’s Men, den  King’s Men, 1675 wiederbelebt und auf die Bühne gebracht wurde. Es war 1725 noch populär genug, dass John Rich es in jenem Jahr am Lincoln’s Inn Fields Theatre erneut aufführen konnte. 1751 versuchte sich David Garrick an dem Stück, dies jedoch mit deutlichen Änderungen: Er überarbeitete die Handlung so, dass die Aufmerksamkeit auf Kitelys Eifersucht gelenkt wurde; er schnitt beide Linien aus den anderen Handlungen ab und fügte eine Szene hinzu, in der er versucht, dem Clown Cob Informationen zu entlocken, während er seine Eifersucht verbirgt. Diese Szene war sehr beliebt und wurde vom irischen Dramatiker Arthur Murphy, wie auch anderen gelobt. Die Produktion enthielt einen Prolog von William Whitehead, welcher auch bei vielen späteren Neuinszenierungen eingesetzt wurde. Die Aufführungen waren erfolgreich und der Kitely wurde zu einer von Garricks Paraderollen und, mit nur kleinen Unterbrechungen, dauerhaft Bestandteil seines Repertoires.
Wie Kritiker gegen Ende des 18. Jahrhunderts anmerkten, rührt die Beliebtheit des Stücks eher von Garrick denn von Jonson; das Stück wurde zu Beginn des 19. Jahrhunderts, dies allerdings zusammen mit allen anderen Komödien Jonsons, nicht mehr regelmäßig aufgeführt.
1670 wurde das Stück neuinszeniert: Charles Sackville, der 6. Earl of Dorset lieferte einen Vers-Epilog, in dem Jonson selbst als Geist auftrat.
George Frederick Cooke holte 1801 das Stück am Covent Garden erneut auf die Bühne. Elizabeth Inchbald lobte diese Aufführung und bezeichnete Cookes Darstellung des Kitely als gleichwertig mit der Garricks. Cooke hatte allerdings nicht durchweg Erfolg mit dem Stück: 1808 in Edinburgh scheiterte es. Nach 1803 wechselte Cooke möglicherweise mit John Philip Kemble, obgleich Rivalen, in der Titelrolle für die Produktionen, die am Royal Opera House gespielt wurden, ab.
Danach wurde das Stück mehrmals und sorgfältig neu inszeniert, aber keines davon blieb dauerhaft im Repertoire. Edmund Kean spielte den Kitely in einer erfolglosen Produktion von 1816; sein Auftritt wurde hingegen von William Hazlitt gelobt. William Charles Macready behandelte 1838 die Rolle am Theatre Royal Haymarket und im gleichen Jahr in Bath (29. Juli); Robert Browning schrieb an seine Freundin Euphrasia Fanny Howarth (welche auch eine Nachbarin Macreadys war), dass Macready den Kitely absolut gut getroffen habe „von seiner flachen Kappe bis zu seinen glänzenden Schuhen“. Und in der Tat war Macready sehr bemüht, den historischen Vorgaben der Figur so exakt zu entsprechen wie möglich, da, wie er sagte, man nur so an den inneren Charakter der Figur herankommen könne.
Die ungewöhnlichste Neuinszenierung fand am 20. September 1845 in Miss Kelly’s Theatre (heute Royalty Theatre) in Soho statt, als Charles Dickens und seine Freunde eine Amateurproduktion auf die Beine stellten. Viele seiner Familienmitglieder und Freunde übernahmen darin einzelne Rollen, darunter sein Zeichner John Leech und der Librettist Mark Lemon. Dickens spielte die ihm zuneigende Rolle des zarten Bobadill; George Cruikshank spielte den Cob und John Forster übernahm den Kitely.
Die Produktion lief gut genug, um in den nächsten zwei Jahren drei- oder viermal wiederholt zu werden. Bulwer-Lytton schrieb ein Gedicht als Prolog für eine Produktion von 1847; daran nahmen neben Browning auch Alfred Tennyson und John Payne Collier teil.
Ben Iden Payne produzierte 1909 das Stück in Manchester und wieder in Stratford zum 300. Todestag Jonsons im Jahr 1937. Letztere erhielt hier die besseren Kritiken.
In der Eröffnungsspielzeit 1986 des Swan Theatre in Stratford wurde es erneut auf die Bühne gebracht (Regie: John Caird).

## Handlung und Stil
In Every Man in His Humour tritt das humoralpsychologische Moment zunächst allein bei zwei Charakteren auf, welche die Melancholie als Modekrankheit kultivieren. Die ursprüngliche Fassung dieser Komödie spielt in Italien; in einer späteren überarbeiteten Version verlegte Jonson den Schauplatz nach England und wandelte die Komödienform von der Vorlage des römischen Komödiendichters Plautus zu der für ihn typischen Stadtkomödie (city comedy) um. Zentrales Thema ist der Generationenkonflikt, dargelegt am Beispiel des Vaters Knowell, der seinen Sohn bespitzelt, da er sich um dessen Moral sorgt. Eine zentrale Rolle als Intrigant und Verwandlungskünstler spielt ebenso der Diener Brainworm, der als Figur sowohl in der Tradition der Sklavengestalten der römischen Komödie wie auch der Lasterfigur (Vice) der mittelalterlichen Moralitäten steht. Alle Hauptcharaktere sind durch eine fixe Idee bestimmt, die sich in der Regel bereits in ihren sprechenden Namen äußert. Spektakulär ist ebenfalls die Figur des Bobadill, eines Feiglings und Prahlers, der seinen angeblichen Sachverstand als Soldat mit bombastischer Gestik und Rhetorik zur Schau stellt und damit in Jonsons Werk die Nachfolge des antiken Miles Gloriosus antritt.
In dem Stück gibt es nicht viel an Handlung. In dem Hauptstrang unternimmt ein Bürger namens Old Knowell, der um die moralische Entwicklung seines Sohnes besorgt ist, Anstrengungen diesen auszuspionieren; hierbei baut er auf seinen Diener Brainworm, der dies jedoch aus Sympathie zu den jungen Männern regelmäßig hintertreibt. Brainworm ist ein komödiantischer Verkleidungskünstler, der sich auch verstellen kann und so für Verwicklungen und Täuschungen in dem Stück sorgt. Damit verkörpert er gleichsam den Geist der Komödie.
In der Nebenhandlung leidet ein Textilienhändler namens Kitely unter heftiger Eifersucht, weil er befürchtet, dass seine Frau ihn mit einigen der Taugenichtse betrügt, die sein Schwager Wellbred in sein Hause gebracht hat. Die Charaktere dieser beiden Handlungen sind von verschiedenen „humorigen“ Charakteren umgeben, alle in bekannten englischen Stereotypen: der der jähzornige Soldat, der Tölpel vom Land (auch Landei, original: „country gull“), der bramarbasierende, zur Trunksucht neigende Dichter (orig.: „pretentious pot-poets“; Zitat (ein Fluch): „beim Fuße des Pharao!“), der griesgrämige Wasserträger und der onkelhafte Richter. Das Stück durchläuft eine Reihe von Komplikationen, die an ihren Höhepunkt kommen, als Richter Clement die verschiedenen Klagen der Figuren anhört und seine Urteile darüber fällt, wobei sich herausstellt, dass jede der vernommenen Klagen auf Schrullen, Fehlwahrnehmungen oder Täuschungen beruht.
Jonsons Idee dahinter wird in dem Prolog beschrieben, den er für das Folio schrieb. Diese Zeilen, die zu Recht für Jonsons Verständnis des „Humours“ im Allgemeinen stehen, sind jedoch zur Beschreibung dieses Stücks besonders geeignet:
Er verspricht darin „Taten und Sprache zu präsentieren, wie sie Menschen benutzen: / Und Personen, wie sie die Komödie auswählt, / wenn diese ein Abbild der Zeiten zeigen wollte, / und menschliche Torheiten herausstellt, nicht Verbrechen.“ Das Stück folgt dieser hier ausdrücklichen Ablehnung der romantischen Komödie, wie sie seine Kollegen schreiben. Es hält sich sehr sorgfältig an die drei aristotelischen Einheiten; so besteht die Handlung aus einem engmaschigen Netz aus Handlung und Reaktion. Die Szenen sind eine geniale Anhäufung von Alltagsbeschreibungen in einer großen Stadt der englischen Renaissance.

## Geschichte
Jonson griff in seinen frühen Stücken auf die antike sowie mittelalterliche Humoralpathologie fußende Theorie von den verschiedenen Körpersäften und vier Temperamenten des Cholerikers, Sanguinikers, Melancholikers und Phlegmatikers zurück. Seine besondere Errungenschaft war es, diese Lehre metaphorisch zu nutzen, um die Exzentrizitäten und Affektiertheiten der Menschen im gesellschaftlichen Leben darzustellen. Die einzelnen Episoden dieser Variante der Komödie dienen dabei vor allem der Offenlegung der einzelnen humours; das Ziel des gesamten Geschehens ist vornehmlich auf die Heilung der humours ausgerichtet, die im Wesentlichen nur Übertreibungen grundsätzlich wünschenswerter Eigenschaften verkörpern.
Die Kritiken des 19. Jahrhunderts neigen dazu es Jonson zuzuschreiben, dass er das Genre der „Humour Comedy“ in die englische Literatur einbrachte. Es gilt aber mittlerweile als gesichert, dass nicht nur ein Jahr zuvor George Chapman sein Stück „An Humorous Day’s Mirth“ schrieb, sondern auch Jonson selbst das Wort „Humours“ nicht sehr schätzte. Eher kam er versehentlich dazu Schöpfer des Genres zu sein, da er seine Figur des Kitely betont humorvoll anlegte, um dem durch Chapmans Stück geweckten Publikumsinteresse an dieser Art Theater zu begegnen.
Jonson überarbeitete das Stück für sein 1616 erschienenes Folio, wo es das erste darin vorgestellte Stück war. Die bedeutendste Änderung war der Ort des Handlungsgeschehens: Die Ausgabe von 1598 spielt zwar in einem vage identifizierten Florenz, aber die Hintergrunddetails waren erkennbar englisch; Die Überarbeitung formalisiert diese Tatsache, indem sie den Figuren englische Namen gab und die vagen englischen Details wurden durch gezieltere Verweise auf Orte in London ersetzt.
Das Folio belegt auch die Besetzungsliste der ersten Produktion: Neben Shakespeare spielten mit: Richard Burbage, Augustine Phillips, John Heminges, Henry Condell, Thomas Pope, William Sly, Christopher Beeston, William Kempe, und John Duke. (Kempe verließ die Truppe im Jahr darauf um seinen aufsehenerregenden Morris dance von London nach Norwich zu tanzen.)
1599 schrieb Jonson mit Every Man out of His Humour eine Fortsetzung, welche sich jedoch als weniger erfolgreich erwies.

## Belegende Literatur
- F. E. Halliday A Shakespeare Companion 1564–1964. Penguin, Baltimore 1964.